# Eisenhölzer

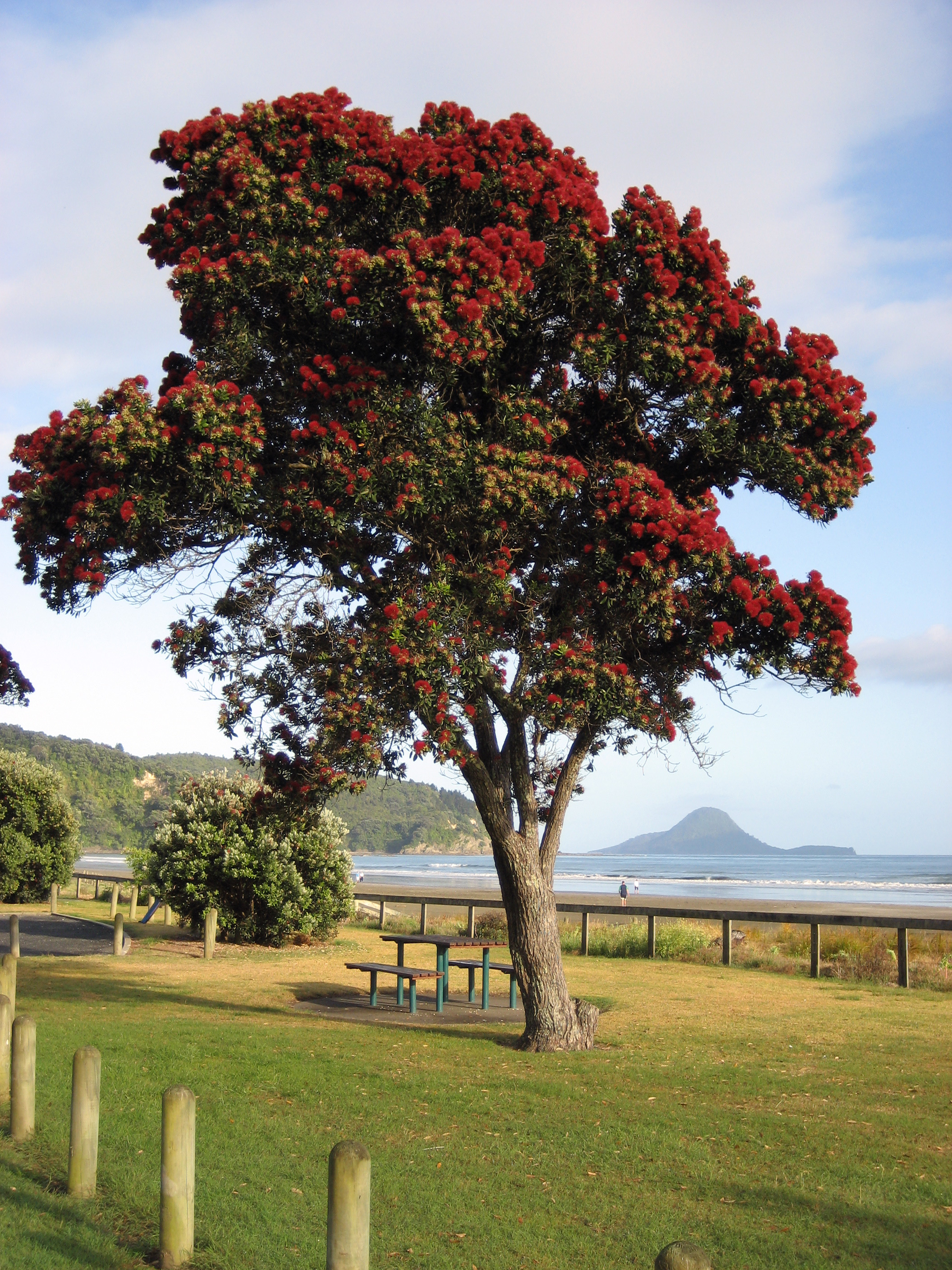
Ein junger Dhutukawa (Metrosideros excelsa), Chope, nahe Whakatāne, Neuseeland. Whale Island im Hintergrund.

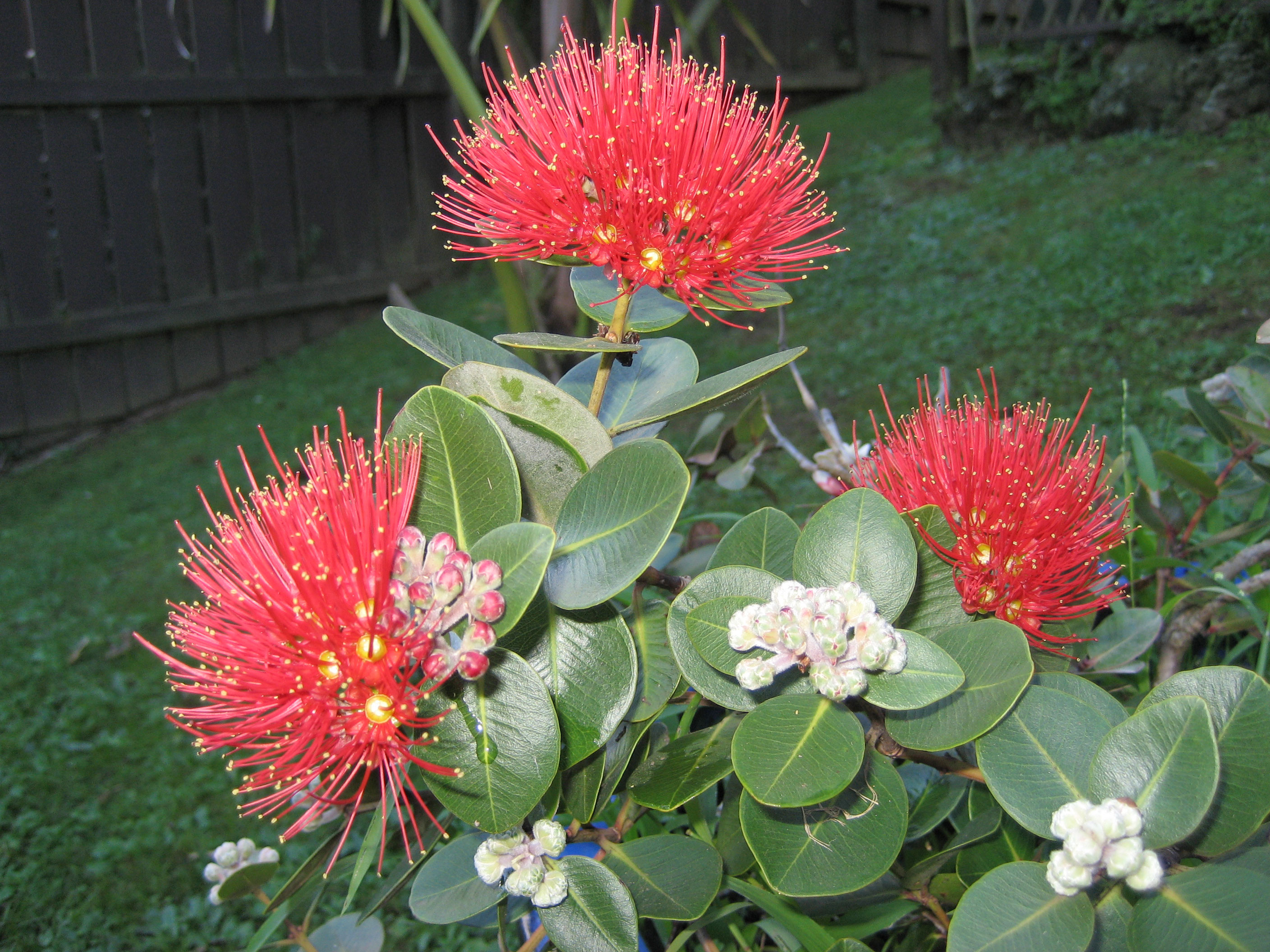
Untergattung Metrosideros: Metrosideros collina

Die Eisenhölzer (Metrosideros) sind eine Pflanzengattung aus der Familie der Myrtengewächse, die vor allem im Pazifikraum von Neuseeland, Neukaledonien, Hawaii bis nach Japan verbreitet ist. Zur Gattung gehören etwa 50 Arten.

## Beschreibung
Eisenhölzer sind mehrjährige, verholzende Pflanzen, die als Baum, als Strauch oder als Liane wachsen. Viele Arten können epiphytisch wachsen. Auffällig sind die meist kräftig-roten Blüten. Die fünfzähligen Blüten bestehen aus fünf Kelch- und Kronblättern und meist vielen Staubblättern. Es werden Kapselfrüchte gebildet.

## Systematik

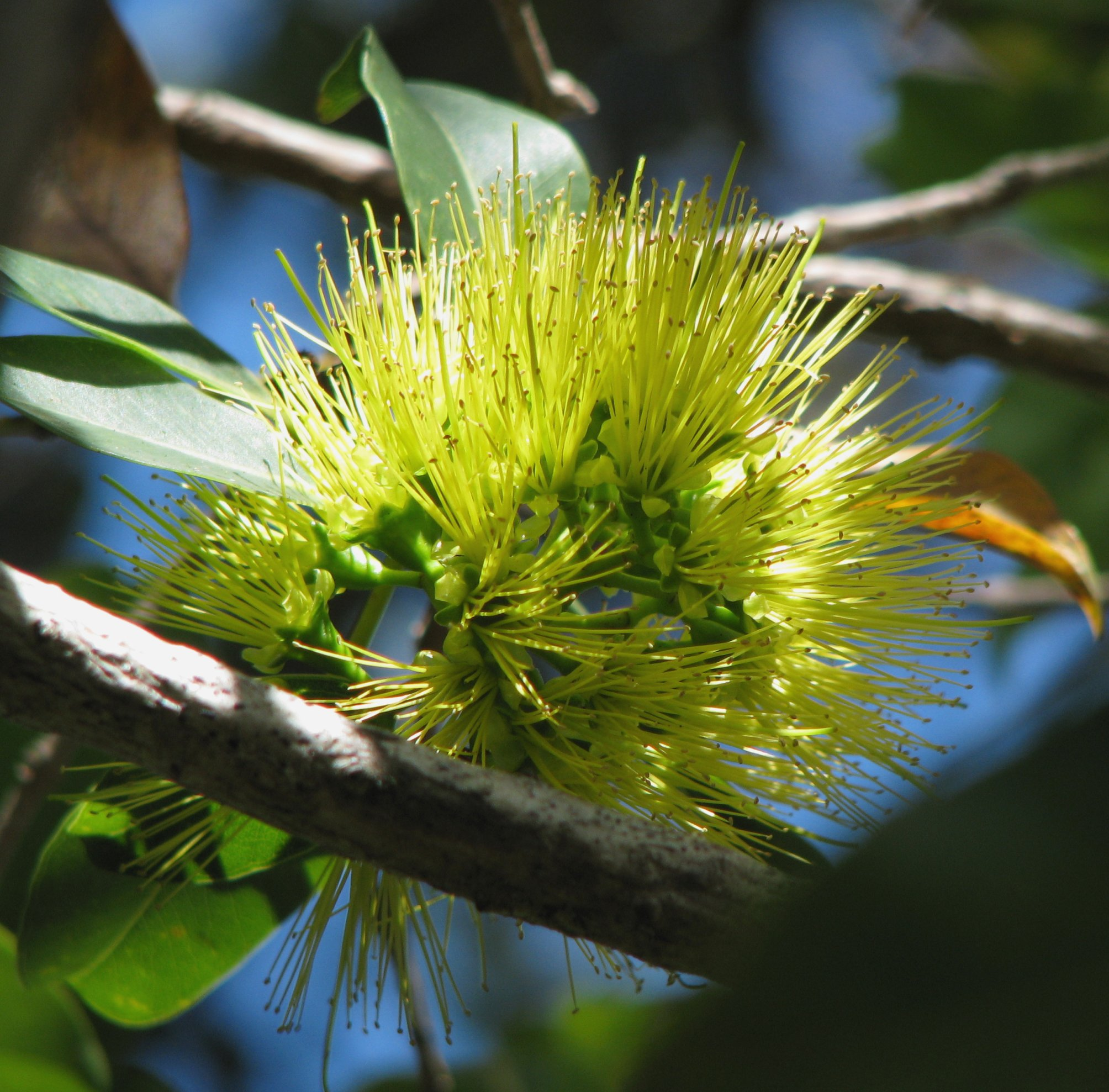
Untergattung Metrosideros: Metrosideros macropus

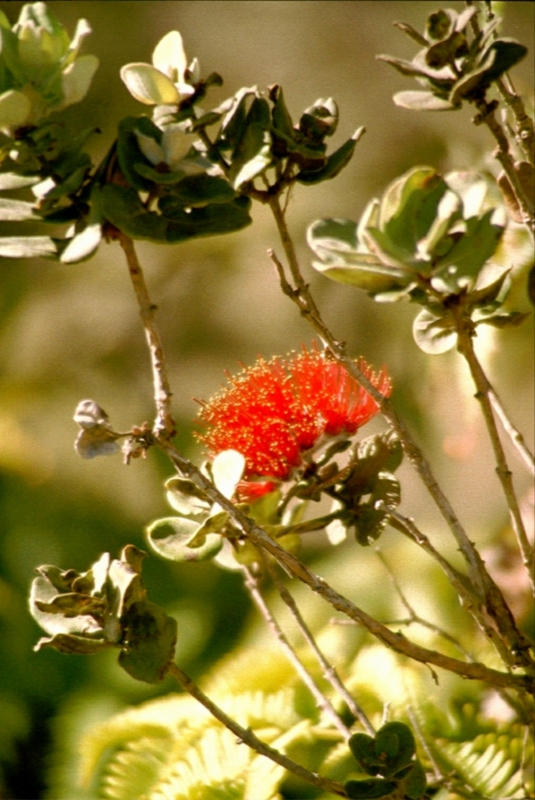
Untergattung Metrosideros: ʻōhiʻa lehua (hawaiisch), Metrosideros polymorpha (Hawaiʻi)

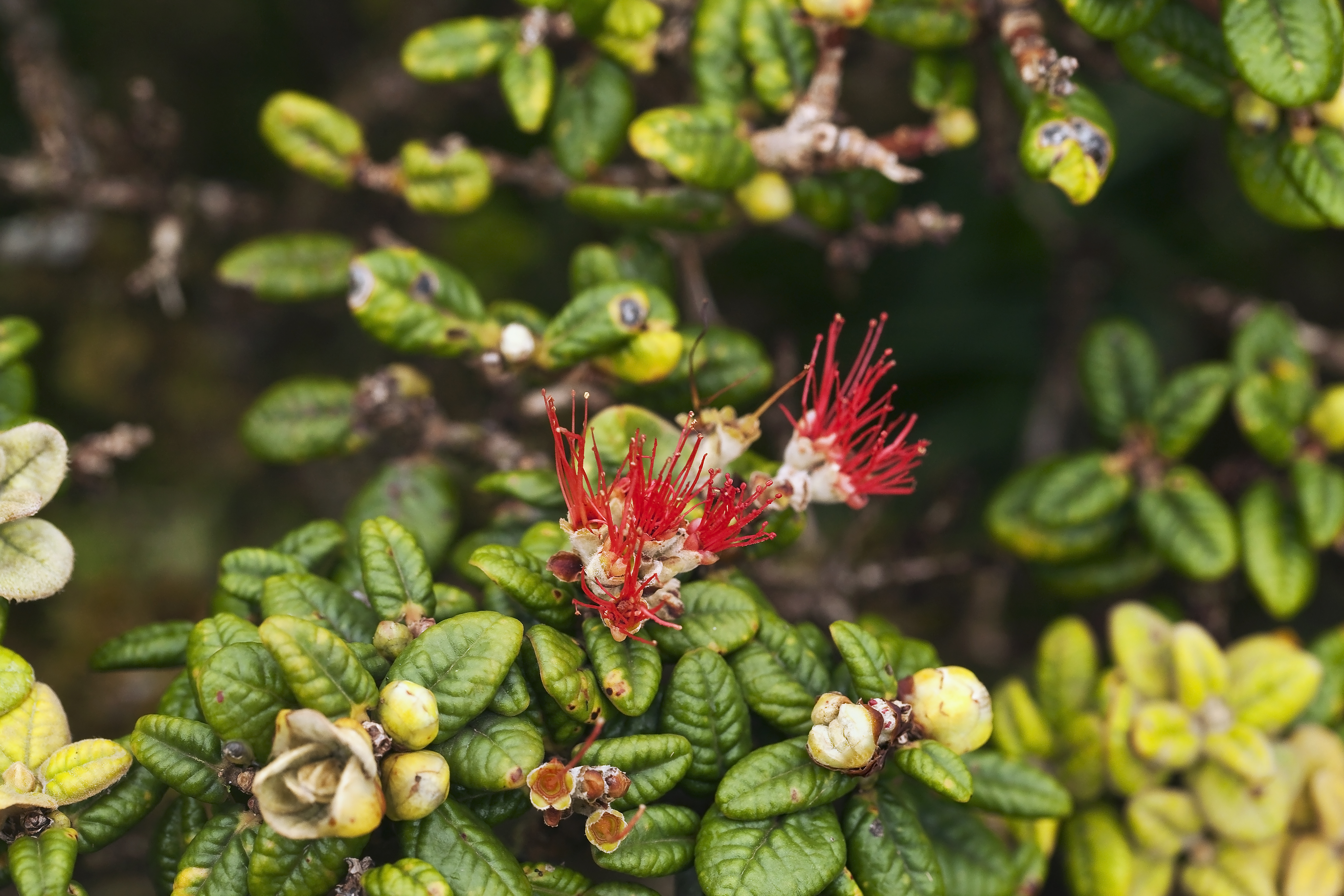
Untergattung Metrosideros: Metrosideros rugosa

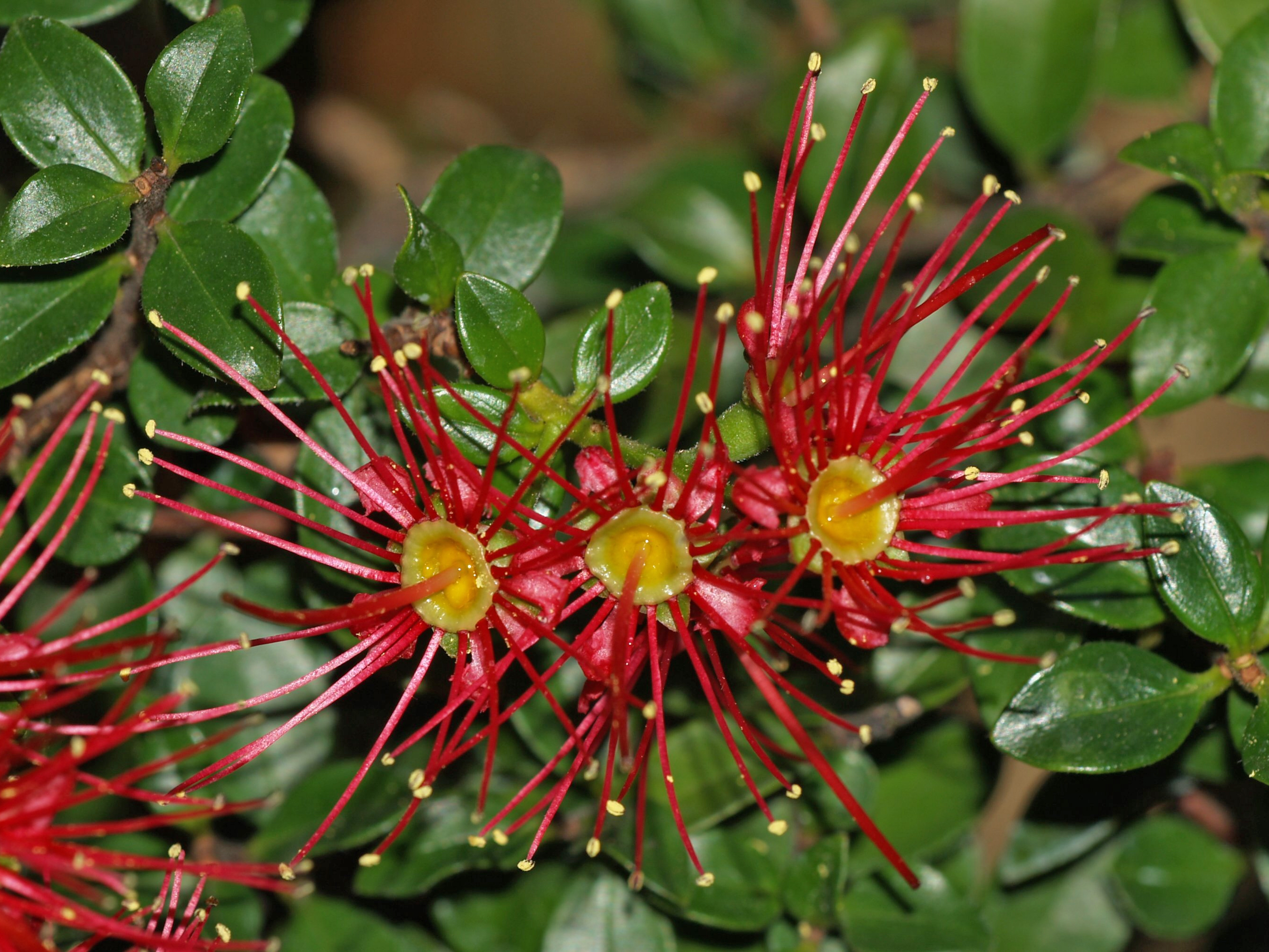
Untergattung Mearnsia: Metrosideros carminea

Die Gattung Metrosideros wird in zwei Untergattungen aufgeteilt, die Untergattung Metrosideros mit etwa 26 Arten und die Untergattung Mearnsia mit etwa 24 Arten. Phylogenetische Untersuchungen haben ergeben, dass das Südinsel-Eisenholz (Metrosideros umbellata) an basaler Stelle der Untergattung Metrosideros steht und somit ebenfalls basal für drei unabhängige Stämme innerhalb der Untergattung ist.
- Untergattung Metrosideros
  - Metrosideros bartlettii  J.W. Dawson (Neuseeland)
  - Metrosideros boninensis (Hayata ex Koidz.) Tuyama (Ogasawara-Inseln)
  - Metrosideros cherrieri J.W.Dawson (Neukaledonien)
  - Metrosideros collina (J.R.Forst. & G.Forst.) A.Gray (Vanuatu und Französisch-Polynesien)
  - Metrosideros engleriana Schltr. (Neukaledonien)
  - Metrosideros excelsa Sol. ex Gaertn., Syn.: Metrosideros tomentosa A. Rich.  (Neuseeland)
  - Metrosideros gregoryi Christoph. (Samoa)
  - Metrosideros humboldtiana Guillaumin (Neukaledonien)
  - Metrosideros kermadecensis W.R.B. Oliv. (Kermadecinseln)
  - Metrosideros macropus Hook. & Arn. (Hawaiʻi, hawaiisch: ʻŌhiʻa)[2]
  - Metrosideros microphylla (Schltr.) J.W.Dawson (Neukaledonien)
  - Metrosideros nervulosa C.Moore & F.Muell. (Lord-Howe-Insel)
  - Metrosideros nitida Brongn. & Gris (Neukaledonien)
  - Metrosideros ochrantha A.C. Sm. (Fidschi)
  - Metrosideros oreomyrtus Däniker (Neukaledonien)
  - Metrosideros polymorpha Gaudich. (Hawaiʻi, hawaiisch: ʻŌhiʻa)[2]
  - Metrosideros punctata J.W. Dawson (Neukaledonien)
  - Nordinsel-Eisenholz (Metrosideros robusta A. Cunn.) (Nordinsel von Neuseeland)
  - Metrosideros rugosa A. Gray (Hawaiʻi)
  - Metrosideros sclerocarpa J.W. Dawson (Lord-Howe-Insel)
  - Metrosideros tremuloides (A.Heller) Rock (Hawaiʻi)
  - Südinsel-Eisenholz (Metrosideros umbellata Cav.) (Südinsel von Neuseeland)
  - Metrosideros waialealae (Rock) Rock (Hawaiʻi)

- Untergattung Mearnsia (Merr.) J.W.Dawson
  - Metrosideros albiflora Sol. ex Gaertn. (Neuseeland)
  - Metrosideros angustifolia (L.) Sm. (Capensis)
  - Metrosideros brevistylis J.W.Dawson (Neukaledonien)
  - Metrosideros cacuminum J.W.Dawson (Neukaledonien)
  - Metrosideros carminea W.R.B. Oliv. (Neuseeland)
  - Metrosideros colensoi Hook. f. (Neuseeland)
  - Metrosideros cordata (C.T.White & W.D.Francis) J.W.Dawson (Neuguinea)
  - Metrosideros diffusa (G.Forst.) Sm. (Neuseeland)
  - Metrosideros dolichandra Schltr. ex Guillaumin (Neukaledonien)
  - Metrosideros fulgens Sol. ex Gaertn. (Neuseeland)
  - Metrosideros halconensis (Merr.) J.W.Dawson (Philippinen)
  - Metrosideros longipetiolata J.W.Dawson (Neukaledonien)
  - Metrosideros operculata Labill. (Neukaledonien)
  - Metrosideros ovata (C.T.White) J.W.Dawson (Neuguinea)
  - Metrosideros paniensis J.W. Dawson (Neukaledonien)
  - Metrosideros parkinsonii Buchanan (Neuseeland)
  - Metrosideros patens J.W.Dawson (Neukaledonien)
  - Metrosideros perforata (J.R.Forst. & G.Forst.) Druce (Neuseeland)
  - Metrosideros porphyrea Schltr. (Neukaledonien)
  - Metrosideros ramiflora Lauterb. (Neuguinea)
  - Metrosideros rotundifolia J.W. Dawson (Neukaledonien)
  - Metrosideros salomonensis C.T. White (Salomonen)
  - Metrosideros whitakeri J.W. Dawson (Neukaledonien)
  - Metrosideros whiteana J.W. Dawson (Neuguinea)

## Namensherkunft
Der wissenschaftliche Gattungsname Metrosideros leitet sich vom griechischen metra in der Bedeutung von Gebärmutter, Mark, Kern von Pflanzen (zu metra Mutter) sowie von sideros (Eisen) ab, was auf das außerordentlich harte Holz verweist.